# جوزپه آبروززی
جوزپه آبروززی (انگلیسی: Giuseppe Abruzzese؛ زادهٔ ۱۷ مهٔ ۱۹۸۱) بازیکن فوتبال اهل ایتالیا است.
از باشگاه‌هایی که در آن بازی کرده‌است می‌توان به باشگاه فوتبال کروتونه، باشگاه فوتبال آولینو، باشگاه فوتبال تریستیانا، و باشگاه فوتبال لچه اشاره کرد.
وی همچنین در تیم ملی فوتبال Italy U21 Serie B بازی کرده‌است.